# Gomelavia
Gomelavia of Gomel Airlines (Wit-Russisch: Авиакомпания Гомельавиа) was een Wit-Russische luchtvaartmaatschappij met thuisbasis in Gomel.

## Geschiedenis
Gomelavia werd opgericht in 1996 als een deel van Belavia. Na een reorganisatie werd Gomelavia een divisie van Gomelavia Airport Republican Aviation Unitary Enterprise. Het staatsbedrijf staakte haar activiteiten op 22 februari 2011.

## Vloot
De vloot van Gomelavia bestaat uit: (april 2007)
- 7 Ilyushin Il-76TD
- 1 Antonov AN-12BP
- 3 Antonov AN-24RV